# ژوآو لورنسو
ژوآو لورنسو (پرتغالی: João Lourenço؛ زادهٔ ۸ آوریل ۱۹۴۲) بازیکن فوتبال اهل پرتغال بود.
از باشگاه‌هایی که در آن بازی کرده‌است می‌توان به باشگاه فوتبال اسپورتینگ و باشگاه فوتبال آکادمیکا اشاره کرد.